# Assedio di Orenburg
L'assedio di Orenburg (16 ottobre 1773 - 4 aprile 1774) fu combattuto, nell'ambito della rivolta di Pugačëv, fra l'esercito imperiale russo ed i ribelli guidati da Emel'jan Ivanovic Pugačëv. Lo scontro avvenne presso la città di Orenburg, nella Russia occidentale. L'assedio venne tolto dagli stessi ribelli dopo che le loro armate subirono una pesante sconfitta a Tatiščevo.

## Antefatto
Quando nel settembre del 1773 iniziò la rivolta di Pugačëv, Orenburg era il centro a capo di una vasta regione dell'Impero russo che comprendeva le regioni più ricche di grano e industriali del paese. Sotto il comando del governatore generale di Orenburg si trovavano presidi di numerose fortezze con linee militari fortificate oltre ad un villaggio di cosacchi con l'aiuto dei quali il governo centrale controllava le difficili relazioni con le popolazioni indigene della regione: i baschiri, i tatari, i kazaki e molti altri, così come i cosacchi di Oral che si aggrappavano a ciò che restava della loro antica indipendenza che desideravano riottenere. La soppressione dei numerosi disordini e insurrezioni dei Bashkir, dei Tatari, dei contadini e dei cosacchi dello Jaik durante il XVIII secolo erano legate essenzialmente al comportamento tenuto dai governatori di Orenburg. Questo è il motivo per cui la cattura di Orenburg divenne l'obiettivo principale dei ribelli cosacchi dello Jaik sin dal primo giorno della rivolta di Pugačëv, anche perché sapevano di poter trovare con facilità sostegno nella regione.
L'importanza di Orenburg, in quanto principale centro strategico militare di questa vasta parte dell'impero, imponeva requisiti alti in termini di fortificazione e dimensioni della guarnigione. La guarnigione di Orenburg all'inizio della rivolta era composta da 3700 tra soldati e ufficiali sotto il comando del governatore I. A. Rejnsdorp. La città era circondata da un bastione alto circa 4 metri, di fronte al quale era stato scavato un fossato profondo 4 metri e largo 10 metri. L'ingresso alla città avveniva unicamente attraverso quattro porte: Černorečenskij, Orskij, Samara e Oral. Le batterie di artiglieria erano situate in punti strategici della città, con un numero totale di 70 cannoni in tempo di pace. Sebbene in un primo momento non abbia attribuito grande importanza alla prima notizia della nuova rivolta dei cosacchi dell'Oral, il 21 settembre Rejnsdorp ricevette notizie tali che dovette rivedere il proprio atteggiamento sugli eventi in corso quando seppe che questi puntavano diretti verso Orenburg. Il governatore ordinò al maggiore generale Wallenstern di richiamare immediatamente tutti gli ufficiali e i soldati della guarnigione dai permessi che erano stati loro concessi nei mesi precedenti. Per rafforzare la guarnigione di Orenburg, vennero emesse delle richieste da inviare ai distaccamenti di Stavropol Kalmyks e Bashkir a Orenburg per l'invio di 500 cavalieri ciascuno, oltre alla richiesta di 300 tatari dall'insediamento di Seitova, il più vicino alla città. Il 24 settembre, un primo distaccamento di 410 unità giunse sul posto.
Ad ogni modo, tutti gli sforzi di Rainsdorp per risolvere il problema di Pugačëv nella fase iniziale non ebbero successo. Nessuna delle fortezze di confine riuscì a resistere ai ribelli. La spedizione del caposquadra Bilov si concluse con la sua completa sconfitta. Rainsdorp provò quindi a corrompere la tribù degli Atamani per convincerli a non unirsi alle schiere di Pugačëv ma anche questo tentativo fallì.
Molti storici hanno notato come Pugačëv abbia avuto la possibilità di attaccare con successo Orenburg subito dopo aver conquistato l'ultima della catena di fortezze di fronte a Orenburg, Černorečenskaja, che si trovava a 45 km dalla città. A quel punto della guerra, la fortezza di Orenburg si trovava in un tale stato di decadenza che "in molti luoghi [i rivoltosi] entrarono senza alcuna difficoltà a cavallo" e il governatore approfittò di un iniziale tentennamento di Pugačëv per risistemare le fortificazioni della città. Fece minare e distruggere i ponti sul fiume Sakmara e fece scavare ulteriormente il fossato attorno alla città. I residenti della città furono tutti mobilitati in squadre per estinguere possibili incendi e quanti più possibili vennero arruolati nella milizia urbana. Rainsdorp scrisse di suo pugno un rapporto alla zarina Caterina II, nonché ai governatori delle province vicine di Kazan' - Brandt, Siberia - Čičerin, Astrachan' - Krečetnikov. Ad ogni modo la città continuava ad essere a corto di cibo il che ebbe conseguenze gravi durante l'assedio.
Malgrado questi accorgimenti, le difese cittadine apparivano in più punti ancora deboli. Fortunatamente per la guarnigione di Orenburg, il 4 ottobre, alla vigilia dell'inizio dell'assedio, un distaccamento di circa 300 soldati sotto il comando del maggiore Naumov e 400 cosacchi di Oral sotto il comando del caposquadra militare Borodin giunsero senza impedimenti alla città.

## L'assedio

### L'inizio dell'assedio
L'assedio di Orenburg iniziò il 5 ottobre, quando l'esercito di Pugačëv si avvicinò alle mura della città. Secondo la testimonianza di Pugačëv stessa rilasciata dopo il suo arresto nel 1775, egli ordinò che i reggimenti del suo esercito fossero allineati in modo che il numero di persone davanti alle mura della città sembrasse molto più grande di quanto non fosse nella realtà. L'impressione giocò un ruolo importante, al punto che uno dei sacerdoti della città riportò: "Tutti gli abitanti pensavano ormai alla morte, e c'erano grandi pianti e singhiozzi inconsolabili". Il fuoco di artiglieria fu aperto dalle mura della città, costringendo i ribelli ad allontanarsi dai bastioni della città; l'artiglieria di Pugačëv non aprì il fuoco in risposta, ma preferì spostarsi a 5 miglia dalla città per accamparsi. Oltre ad equipaggiare il campo, gli esploratori di Pugačëv si preoccuparono di dar fuoco alle scorte di fieno accatastate vicino alle mura della città.
Il giorno dopo, la guarnigione di Orenburg decise di uscire in campo aperto. Un distaccamento di 1300 soldati al comando del primo ministro maggiore Naumov con 4 cannoni decise di attaccare i cosacchi di Pugačëv, i quali continuavano sistematicamente a distruggere le riserve di foraggi della città. In risposta, gli uomini di Pugačëv aprirono il fuoco e combatterono il nemico per le successive due ore. Dopo l'attacco dei cosacchi all'ala sinistra del distaccamento dell'esercito imperiale, Naumov ordinò ai suoi uomini di ritirarsi verso la città. Ad Orenburg, Naumov riferì della "timidezza e paura" dei suoi subordinati: in questo primo scontro persero la vita 123 uomini ed altri 131 rimasero uccisi.
Approfittando dell'oscurità, la notte dopo la battaglia, Pugačëv spinse la sua artiglieria vicino alle mura della città e ordinò di aprire il fuoco sugli edifici in legno della città, sperando di provocare il panico degli abitanti con degli incendi. La guarnigione di Orenburg ad ogni modo non venne colta completamente di sorpresa ed anzi rispose al fuoco nemico con una tale intensità che i ribelli non riuscirono a resistere e dovettero allontanarsi dalle mura della città e tornarono temporaneamente al loro accampamento. Tuttavia, l'attacco notturno contribuì a spargere il panico in città e tra la popolazione locale.
La mattina successiva, il 7 ottobre, il governatore generale Rainsdorp decise di convocare un consiglio militare. Fece una sola domanda ai suoi ufficiali: “Dovrei attaccare Pugačëv? O semplicemente agire sulla difensiva? - mentre attendiamo ulteriori rinforzi". La maggior parte dei presenti si espresse a favore della difesa della città, ma nel contempo Rainsdorp inviò un rapporto al collegio militare del governo nel quale richiedeva urgentemente l'invio di truppe e buoni comandanti il più presto possibile.
Tuttavia, il presidio non abbandonò completamente le azioni attive in campo aperto e già l'8 ottobre, durante una sortita di un piccolo distaccamento di cacciatori, uno dei distaccamenti ribelli, che si avvicinò al bastione, fu sconfitto e alcuni ribelli furono catturati. Incoraggiato da questo successo, Rejnsdorp decise di programmare un attacco al campo principale di Pugačëv per il 9 ottobre. Il comandante principale della città, il generale Wallenstern, ad ogni modo lo persuase a rimandare l'attacco, riferendo che tra i soldati c'era un mormorio e un malcontento generale dopo l'invio dell'ordine. Dopo un'attenta pianificazione, l'attacco venne rimandato al 12 ottobre successivo, ma sfortunatamente per l'esercito zarista i preparativi per la sortita non passarono inosservati agli occhi dei ribelli, i quali ricevettero anche informazioni da disertori e cittadini che cercavano di lasciare la città assediata. Pugačëv prese personalmente la direzione delle operazioni e quando il distaccamento di uomini sotto la guida di Naumov superò il bastione cittadino, venne accolto da un forte fuoco d'artiglieria nemica. La guarnigione della città perse 150 unità tra morti, feriti, prigionieri e disertori.
Rainsdorp dovette abbandonare almeno temporaneamente l'idea di una sortita su larga scala. Continuarono le scaramucce tra i cosacchi e l'artiglieria cittadina fino al 18 ottobre quando le prime gelate iniziarono a colpire l'accampamento dei ribelli. Il 22 ottobre, approfittando della forte nebbia, Pugačëv ordinò che i suoi cannoni venissero spostati vicino alle mura della città e, rinforzato da ulteriori uomini provenienti dalle vicine campagne, decise di aprire il fuoco. Secondo gli abitanti di Orenburg, le palle di cannone e soprattutto le granate caddero proprio nel centro della città, colpendo in particolare il deposito delle polveri. Una delle granate minacciò di distruggere completamente il magazzino, ma un cannoniere della guarnigione della guardia all'ultimo momento riuscì a riempire la granata di terra ed a contenere così l'esplosione. Il forte fuoco di ritorno dell'artiglieria della fortezza fece di nuovo allontanare i ribelli di Pugačëv dalla città mantenendoli a distanza di sicurezza.
I ribelli lanciarono il loro successivo attacco il 2 novembre. Questa volta, Pugačëv decise di non limitarsi a bombardare la città nella speranza di creare degli incendi, ma di assaltare veramente la città. Inizialmente, i ribelli riuscirono a superare con successo il fossato e diedero inizio ad una battaglia vera e propria coi difensori della città sui bastioni. I tentativi dei difensori di far cadere il nemico dalle mura non ebbero successo. Rejnsdorp, vedendo la gravità della situazione, ordinò ai suoi uomini di uscire dal retro della città e di provare ad accerchiare il nemico che agiva su un solo fronte. Non accorgendosi di ciò, i ribelli di Pugačëv si trovarono ben presto tra due fuochi incrociati. I ribelli, guidati da Pugačëv in persona che per poco non cadde prigioniero dei russi, dovettero lasciare quindi in tutta fretta i bastioni.
La sanguinosa battaglia del 2 novembre portò ad una tregua temporanea. Le terribili gelate di quei giorni costrinsero Pugačëv a trasferire altrove il suo accampamento, ed il 5 novembre i ribelli occuparono tutte le case nell'insediamento di Berdskaja, iniziando a dotare l'area di fortificazioni e rifugi. Se non c'era nessuno che potesse compensare le perdite della guarnigione di Orenburg, l'esercito di Pugačëv per contro veniva costantemente rifornito di cosacchi, baschiri, servi della gleba e contadini dell'area.

### La spedizione di Kar
La notizia della rivolta dei cosacchi di Pugačëv e dell'assedio di Orenburg allarmarono gravemente i governatori delle province vicine. L'impero russo era in guerra all'epoca con l'Impero ottomano ed i governatori generali avevano a disposizione, di regola, solo battaglioni di guarnigione, la maggior parte dei quali costituiti da soldati di riserva. I vari tentativi di utilizzare cosacchi o unità irregolari in quel contesto, avevano dato esattamente l'effetto opposto, contribuendo solo a rafforzare l'esercito di Pugačëv. I rapporti di Rainsdorp, Brandt e del governatore di Mosca Volkonskij, raggiunsero San Pietroburgo solo un mese dopo l'inizio dell'assedio, il 14 ottobre. Malgrado ciò, il presidente del consiglio militare di stato, Černyšëv, non poté inviare alcuna forza significativa per aiutare Orenburg dal momento che la stessa capitale temeva che, con la guerra ottomana in atto, si risvegliassero gli svedesi ad attaccare l'impero. Inoltre, l'imperatrice aveva dato precise disposizioni per cercare di mantenere la ribellione la più segreta possibile sia internamente che esternamente alla Russia. Ma non c'era speranza che i governatori potessero far fronte autonomamente ai ribelli. Černyšëv tentò di organizzare una spedizione punitiva contro Pugačëv, raccogliendo letteralmente truppe "a pezzi, piccole squadre disperse e inviandole al teatro dell'azione senza alcun legame di unità".
All'inizio di novembre, Vasilij Alekseevič Kar, a capo di un distacco di 3500 uomini, avanzò da Kazan' in direzione di Orenburg. Allo stesso tempo, un distaccamento sotto il comando del comandante di Simbirsk, il colonnello Chernyshev, si trasferì da Simbirsk attraverso Samara e un distaccamento del caposquadra Korf dalla fortezza di Verchnjaja Ozernaja. Queste unità non avevano contatti tra loro e nessuna sapeva che le altre si stavano dirigendo ad aiutare anch'esse Orenburg, ma confluirono infine alla medesima finalità.
Kara si scontrò per la prima volta coi ribelli il 7 novembre vicino al villaggio di Juzeevo. Il generale, che pure non aveva avuto informazioni sulla composizione dell'armata del nemico, si trovò spiazzato dalle tecniche e dalla versatilità dei cosacchi e della loro cavalleria, paragonandoli al "vento che soffia sulle steppe". Durante la battaglia di tre giorni vicino a Juzeevo, i ribelli di Pugačëv uccisero quasi tutte le truppe di Kara e costrinsero le rimanenti a ritirarsi ai confini della provincia di Kazan. Dopo la sconfitta, Kar cercò di inviare notizie anche agli altri gruppi, ma questi dispacci vennero intercettati dai fedeli di Pugačëv e distrutti. Il 13 novembre, il convoglio di Černyšëv fu circondato da 600 soldati a circa 10 miglia dalle mura di Orenburg. 100 cosacchi con 15 cannoni si arresero a Pugačëv senza combattere. La maggior parte degli ufficiali di squadra furono giustiziati, rifiutando di giurare fedeltà all'impostore. Uno di loro, il capitano Kalmykov, che prima dell'esecuzione invitò i suoi soldati a non credere alle promesse di Pugačëv, venne sottoposto ad un'esecuzione particolarmente dolorosa: le sue gambe e le sue braccia gli furono tagliate in cinque pezzi da vivo e anche il petto gli fu squartato; solo allora gli fu tagliata la testa.
Di fronte a queste vittorie, i ribelli di Pugačëv si diedero a festeggiare con un grande banchetto composto dai rifornimenti recuperati. Durante questa stessa festa non si accorsero di come alla città fosse nel frattempo giunto il distaccamento di Korf e i pugačëviti non poterono fare nulla per fermarlo dal momento che coi suoi 2400 uomini era già entrato in città, coi rifornimenti al seguito.

### La prosecuzione dell'assedio
L'arrivo del distaccamento del caposquadra Korf a Orenburg il 13 novembre fece tirare un sospiro di sollievo al governatore Rainsdorp ed a tutto il presidio della città. I 2700 soldati raddoppiarono quasi il numero delle truppe governative, il che diede speranza ai russi di sconfiggere i ribelli che si accanivano contro le mura della città. Il giorno successivo, il 14 novembre, Rainsdorp ordinò una sortita. Venne formato un distaccamento di 2400 persone e 22 cannoni furono rimossi dalle mura della città per sostenere l'attacco ai nemici. Il distacco era guidato dal maggiore generale Wallenstern. Ma i ribelli di Pugačëv che avevano perso la possibilità di sconfiggere gli uomini di Korf il giorno prima, erano ormai in allerta ed avevano raggiunto i 10 000 uomini con 40 cannoni. Il capo dell'artiglieria di Pugačëv, Čumakov, decise di concentrare il fuoco sull'armata che usciva dalla città. A fronte di questa forza d'attacco e per la propria scarsa conoscenza del territorio, Wallenstern decise di ritirarsi nuovamente in città. Čumakov a questo punto ordinò nuovi bombardamenti alla cittadella fortificata e l'avanzata della cavalleria cosacca. Malgrado la sconfitta di Wallenstern, Rejnsdorp ordinò l'immediato contrattacco che costrinse i cosacchi ad un'immediata ritirata sotto la copertura del fuoco della loro artiglieria, permettendo così alle forze governative di ritirarsi entro le mura della città in tutta calma.
Sebbene le perdite del distaccamento zarista non fossero state così significative, Rejnsdorp comprese come tutti i tentativi di condurre ostilità attive al di fuori delle mura della città fossero impossibili da attuarsi. L'arrivo del distacco di Korf non aiutò comunque a togliere l'assedio dalla città e ora, dopo la decisione di difendere le mura della fortezza, la situazione dei rifornimenti era persino peggiorata. Il presidio della città era ora composto da 2819 soldati, 450 cosacchi dello Jaik e circa un migliaio e mezzo di cosacchi di Orenburg, cittadini e tatari locali, che furono messi sotto le armi con l'inizio dell'assedio. Secondo le stime vi era ancora rifornimento per le persone per circa un mese e per i cavalli era anche peggio. Il 30 novembre Rainsdorp progettò di fare una sortita al campo ribelle, ma dovette cancellare l'idea dal momento che la maggior parte dei cavalli per il trasporto dei cannoni era morta di fame alla vigilia dello scontro.
Inoltre, il governatore di Orenburg non era sicuro, e non era irragionevole pensarlo in un tal clima, che i suoi rapporti e le sue richieste di aiuto fossero giunte a destinazione. Con la cattura dell'ufficiale Schwanwich da parte dei ribelli, Rainsdorp era sicuro che ora i ribelli fossero in grado di leggere la corrispondenza anche in francese ed in tedesco oltre a quella ordinaria in russo. Rainsdorp non cessò di scrivere richieste d'aiuto, in particolare in Siberia, nella provincia di Iset, ma le autorità civili e militari siberiane, che già avevano offerto assistenza a Orenburg nella fase iniziale della rivolta, non erano più in grado di rifornirlo entro l'inverno. Tutta la provincia di Iset venne catturata dalle ribellioni di Bashkir e le truppe di Decolong non erano state in grado di affrontarle.
Con l'inizio del 1774, le menti dei principali associati di Pugačëv, i cosacchi di Oral, furono completamente rivolte agli eventi nella loro città natale di Oral che veniva attaccata dalle forze governative ed alla quale pensarono di tornare ben presto. A Orenburg, la partenza di significative forze nemiche, così come dei principali leader dei ribelli, diretti verso la città di Oral non passò inosservata. La scarsa situazione dell'approvvigionamento alimentare costrinse Rejnsdorp a cercare di sfruttare l'assenza di Pugačëv per una nuova sortita con un corpo di 1700 soldati e 400 cosacchi, a cui furono affidati 23 cannoni. Il comando generale fu nuovamente concesso al generale Wallenstern, ma questa volta il corpo fu diviso in tre colonne separate sotto il comando dello stesso Wallenstern, del caposquadra Korf e del primo ministro Naumov. L'attacco era previsto per la mattina presto il 13 gennaio, sperando di sorprendere il campo nemico. La neve alta ostacolò il movimento di fanteria e cosacchi, i cui cavalli erano già gravemente esausti.
Ancora una volta i russi zaristi non riuscirono ad avere la meglio dal momento che i nemici rimasti all'accampamento riuscirono a contrapporsi fedelmente ai loro nemici, costringendoli a tornare verso la città lasciandosi dietro otto cannoni, 281 morti e un centinaio di feriti.
Come scrisse nei suoi rapporti lo stesso Rainsdorp, la città di Orenburg era ormai in blocco completo con la popolazione ridotta alla fame ed i militari esausti ed in numero sempre più esiguo. In totale, 16 000 persone si trovavano assediate in città che iniziarono a venire nutrite con le scorte dei militari, mentre i cavalli venivano sfamati con erbe di sottobosco trovate nei paraggi. I seguaci di Pugačëv sorvegliavano attentamente la città e la attaccarono a più riprese, spesso catturando quanti si addentravano troppo al di fuori delle mura. La carestia rafforzò l'idea della disfattista, in particolare tra i cosacchi e i tartari di Orenburg, in cui molti compagni e parenti servivano Pugačëv. Molti cosacchi iniziarono a disertare passando al nemico. In questa situazione, la maggior parte dei comandanti e ufficiali della guarnigione sperava in un nuovo assalto alla città, nella speranza di poterlo respingere e poi finalmente irrompere alle spalle dei seguaci di Pugačëv e distruggere il loro accampamento. Ma Pugačëv, che conosceva la difficile situazione degli abitanti della città (che una volta conquistata sarebbero stati nella sua ottica anche suoi sudditi), non ritenne più necessario prendere d'assalto le mura della città, credendo di poter ottenere la resa senza altri scontri.

### La sconfitta di Pugačëv e la fine dell'assedio
L'esperto generale A. I. Bibikov venne nominato comandante di una nuova spedizione militare contro Pugačëv nel dicembre del 1773, ma solo alla fine di febbraio dell'anno successivo le sue truppe si avvicinarono a Orenburg. Pugačëv, precedentemente impegnato nell'assalto alla fortezza della città nella città di Oral, prese con sé parte delle sue forze dall'assedio di Orenburg nel tentativo di resistere all'ulteriore avanzamento delle forze governative verso i principali centri della rivolta. La notte del 7 marzo, i pugačëviti attaccarono il distaccamento degli zaristi presso il villaggio di Pronkina dopo una faticosa marcia nella neve di notte. Durante l'attacco, il comandante del distacco governativo, il maggiore Yelagin, rimase ucciso, ma le truppe di Pugačëv vennero respinte. Valutando la forza totale a sua disposizione, come pure l'addestramento al combattimento delle truppe della nuova spedizione, Pugačëv riunì più di 8 000 persone per la battaglia decisiva. Il luogo della battaglia decisiva fu la fortezza di Tatishchev. La battaglia si svolse il 22 marzo, quando le colonne combinate di truppe governative con un totale di 6500 uomini al comando dei generali Golitsyn, Mansurov e Freiman attaccarono la fortezza tenuta dai ribelli. Durante le molte ore di accanita battaglia, il vantaggio delle unità regolari in allenamento e disciplina influì pesantemente sull'esito dello scontro. In un momento critico dello scontro, i generali guidarono personalmente un attacco decisivo. Pugačëv con una manciata di cosacchi delle sue guardie fuggì verso Berdy; i ribelli rimasti a Tatishcheva resistettero fino alla fine delle cariche dei loro cannoni. Circa 2500 persone dell'esercito di Pugačëv morirono nella fortezza o durante la fuga, circa 4000 furono i prigionieri.
Arrivato a Berdy nella tarda serata del 22 marzo, Pugačëv riunì presso di sé i principali capi cosacchi per discutere di ulteriori azioni da intraprendere. La maggior parte dei soldati all'accampamento dei ribelli non aveva ancora saputo della sconfitta di Tatiščevo, ma ovunque si respirava un'atmosfera allarmante. Due furono le opzioni analizzate come possibili: portarsi in Baschiria nell'area operativa Čika-Zarubin, o avanzare verso la città di Oral e proseguire poi oltre, possibilmente lungo il fiume Jaik, giungendo sino a Guryev. Alla fine, non riuscendo ad accordarsi su una decisione definitiva da prendere, i ribelli decisero comunque di abbandonare l'accampamento per portarsi verso la fortezza di Soročinskij.
Con la partenza di Pugačëv dal suo accampamento, una parte dei contadini che lo seguivano decisero di abbandonarlo per fare ritorno alle loro case, mentre altri preferirono arrendersi volontariamente portandosi presso la fortezza di Orenburg per consegnarsi alle autorità zariste. Il primo giorno dopo l'abbandono del campo, giunsero in città 800 uomini, seguiti il giorno successivo da altri 4000. Nonostante queste notizie incoraggianti, Rejnsdorp decise di non inviare subito delle truppe a controllare la situazione. Nel pomeriggio un piccolo distaccamento giunse sul posto per trovarvi ancora 50 cannoni abbandonati e 17 barili di monete di rame. La cosa più importante che venne ritrovata furono però le preziose provviste di cui la fortezza e la città di Orenburg avevano bisogno. Secondo le stime dell'epoca, il cibo ritrovato sarebbe stato sufficiente a sfamare tutti, cittadini e militari, per altri 10 giorni.